# Censo egipcio de 1986
El Censo de Población de Egipto de 1986 (o más conocido también como Censo de 1986) fue un censo de población que se realizó en Egipto entre el 17 de noviembre y 18 de noviembre de 1986, el cual fue realizado por la Agencia Central de Movilización Pública y Estadísticas (CAPMAS). Históricamente, este fue el undécimo censo de población en toda la Historia de Egipto.
El censo del año 1986, logró demostrar que en Egipto vivían alrededor de 48 205 049 personas. Con respecto al anterior censo de 1976, la población egipcia había crecido en un 31,6 %.

## Resultados
| Resultados del censo egipcio de 1986                                         | Resultados del censo egipcio de 1986 | Resultados del censo egipcio de 1986 |
| Puesto                                                                       | Gobernación                          | Habitantes                           |
| ---------------------------------------------------------------------------- | ------------------------------------ | ------------------------------------ |
| 1°                                                                           | El Cairo                             | 6 052 836                            |
| 2°                                                                           | Guiza                                | 3 700 054                            |
| 3°                                                                           | Dacalia                              | 3 500 470                            |
| 4°                                                                           | Oriental                             | 3 420 119                            |
| 5°                                                                           | Behera                               | 3 257 168                            |
| 6°                                                                           | Alejandría                           | 2 917 327                            |
| 7°                                                                           | Occidental                           | 2 870 960                            |
| 8°                                                                           | Menia                                | 2 648 043                            |
| 9°                                                                           | Caliubia                             | 2 514 244                            |
| 10°                                                                          | Suhag                                | 2 455 134                            |
| 11°                                                                          | Menufia                              | 2 227 087                            |
| 12°                                                                          | Asiut                                | 2 223 034                            |
| 13°                                                                          | Quena                                | 1 978 241                            |
| 14°                                                                          | Kafr el Sheij                        | 1 800 129                            |
| 15°                                                                          | Fayún                                | 1 544 047                            |
| 16°                                                                          | Beni Suef                            | 1 442 981                            |
| 17°                                                                          | Asuán                                | 801 408                              |
| 18°                                                                          | Damieta                              | 741 264                              |
| 19°                                                                          | Ismailia                             | 544 427                              |
| 20°                                                                          | Puerto Saíd                          | 399 793                              |
| 21°                                                                          | Suez                                 | 326 820                              |
| 22°                                                                          | Luxor                                | 274 074                              |
| 23°                                                                          | Sinaí del Norte                      | 171 575                              |
| 24°                                                                          | Matrú                                | 160 567                              |
| 25°                                                                          | Nuevo Valle                          | 113 838                              |
| 26°                                                                          | Mar Rojo                             | 90 491                               |
| 27°                                                                          | Sinaí del Sur                        | 28 988                               |
| TOTAL                                                                        | Egipto                               | 48 205 049                           |
| Fuente: Agencia Central de Movilización Pública y Estadísticas CAPMAS (1986) |                                      |                                      |